# Man City (Ted Lasso)
Man City là tập phim thứ 8 trong mùa thứ hai của loạt phim hài kịch về thể thao của Hoa Kỳ, Ted Lasso, dựa trên cách nhân vật được điều hành bởi Jason Sudeikis trong một loạt quảng cáo cho kênh NBC Sports phát sóng các trận đấu tại Giải bóng đá Ngoại hạng Anh. Đây là tập tổng thể thứ 18 của bộ phim và được viết bởi nhà sản xuất kiêm điều hành Jamie Lee và được thực hiện bởi đạo diễn Matt Lipsey. Nó đã được phát hành trên Apple TV+ vào ngày 10 tháng 9 năm 2021.
Bộ phim kể về Ted Lasso, một huấn luyện viên bóng bầu dục đại học, người bất ngờ được bổ nhiệm vào chiếc ghế huấn luyện viên của một đội bóng viễn tưởng thi đấu tại Giải bóng đá Ngoại hạng Anh, AFC Richmond, mặc dù không có kinh nghiệm trong công tác làm huấn luyện viên bóng đá. Chủ tịch của đội bóng, Rebecca Welton, thuê Lasso với hy vọng anh ta sẽ thất bại như một phương tiện để trả thù chính xác chủ sở hữu trước đây của đội, Rupert, người chồng cũ không chung thủy của cô. Mùa giải trước chứng kiến Rebecca thay đổi ý định về hướng đi của câu lạc bộ và nhờ Ted cứu nó, mặc dù câu lạc bộ đã xuống hạng từ Premier League. Trong tập phim, AFC Richmond chuẩn bị đối đầu với Manchester City ở bán kết Cúp FA, trong khi Ted giúp Sharon hồi phục sau một sự cố.
Tập phim đã nhận được những đánh giá cực kỳ tích cực từ các nhà phê bình, những người khen ngợi màn trình diễn, sự phát triển của nhân vật và giọng điệu cảm xúc. Tuy nhiên, cốt truyện của Sam và Rebecca đã bị đón nhận một cách tiêu cực.

## Cốt truyện
Khi đang đạp xe, Sharon (Sarah Niles) vô tình bị một chiếc ô tô đâm trúng. Khi cô bị chấn động, Ted (Jason Sudeikis) đến bệnh viện để kiểm tra, để lại Roy (Brett Goldstein), Beard (Brendan Hunt) và Nate (Nick Mohammed). Roy cũng phải rời đi vì anh được gọi đến trường của cháu gái mình.
Cha của Sam (Toheeb Jimoh) gọi điện để thông báo rằng hành động của anh trong việc chống lại Dubai Air và chủ sở hữu của nó là Cerithium Oil đã khiến công ty bị trục xuất khỏi Nigeria và chúc mừng anh, điều này khiến Jamie (Phil Dunster) trở nên ghen tị. Sam cũng nhắn tin cho người hẹn hò với Bantr của mình mà không biết rằng đó là Rebecca (Hannah Waddingham) và hẹn gặp nhau để ăn tối, cô đã chấp nhận. Bị bố ép mua vé xem trận bán kết Cúp FA trên Sân vận động Wembley, Jamie yêu cầu Higgins (Jeremy Swift) mua vé cho anh ở khu vực khó tiếp cận nhất của sân vận động, nhưng Higgins đã nhường ghế cho cha anh ở khu vực ghế VIP. Trong khi đó, Roy được giáo viên của Phoebe thông báo rằng cô đang bắt chước cách chửi thề của anh. Anh bảo Phoebe đừng làm việc đó nữa và cô đã đồng ý.
Sharon được xuất viện nhưng được bác sĩ khuyên rằng cô không thể đi một mình. Ted đi cùng cô về nhà, tìm thấy những chai rượu và rượu mạnh rỗng. Vào ban đêm, Sharon gọi cho Ted, cảm ơn anh đã giúp đỡ mình. Sam và Rebecca cuối cùng cũng gặp nhau, khiến cả hai ngạc nhiên. Bất chấp việc Rebecca đề nghị họ nên tạm dừng, Sam thuyết phục cô nên tiếp tục bữa tối mà họ rất thích. Khi anh đưa cô về nhà, cô hôn anh, mặc dù cả hai đều đồng ý rằng mọi chuyện sẽ không đi xa hơn thế.
Richmond tới Sân vận động Wembley, nơi họ sẽ gặp Manchester City. Trước trận đấu, Ted nói với ban huấn luyện rằng anh đã rời trận đấu trước của họ vì một cơn hoảng loạn, điều mà họ hiểu. Bất chấp sự quyết tâm của họ, Richmond để thua đậm với tỷ số 5–0 trong khi cha của Jamie, James (Kieran O'Brien), mặc chiếc áo đấu cũ của Jamie ở Manchester City, túm cổ anh từ khán đài. James vào phòng thay đồ và tiếp tục chế giễu Jamie và toàn đội vì trận thua của họ. Chán nản, Jamie đấm vào mặt anh ta, và Beard ném James ra ngoài. Jamie khóc trên vai Roy trong khi Ted run rẩy rời khỏi hiện trường. Anh gọi cho Sharon và cuối cùng cũng mở lòng về quá khứ của mình, thú nhận rằng cha của anh đã tự tử khi Ted mới 16 tuổi. Khi Ted trở lại câu lạc bộ, Beard đã quyết định rời đi trong đêm. Sau khi xem cuộc phỏng vấn sau trận đấu của Sam, Rebecca đã nhắn tin cho anh. Cô rời đi để gặp anh, chỉ để thấy anh ở trước cửa nhà cô. Họ hôn nhau khi Rebecca đóng cửa.

## Phát triển

### Sản phẩm
Tập phim được thực hiện bởi đạo diễn Matt Lipsey và được viết bởi nhà sản xuất kiêm điều hành Jamie Lee. 
Đây là lần ghi công chỉ đạo thứ hai của Lipsey và lần ghi công thứ hai của Lee cho chương trình này.

## Đánh giá của các nhà phê bình điện ảnh
Man City đã nhận được những đánh giá tích cực từ các nhà phê bình. Myles McNutt của The A.V. Club cho tập phim điểm B và viết, "Tôi cảm thấy chúng ta đã đạt đến điểm trưởng thành trong bài diễn văn Ted Lasso mà tôi có thể dành thời gian kể chi tiết tôi thất vọng như thế nào với cốt truyện của Sam và Rebecca trong 'Man City' mà không làm hỏng các cuộc trò chuyện tuyệt vời mà chúng tôi đã có cho đến nay trong mùa giải này. Bởi vì mặc dù về tổng thể, tập phim đã thực hiện một số công việc tốt để chuyển chương trình sang màn thứ ba của mùa, nhưng việc giải quyết cốt truyện không phù hợp với tôi ở bất kỳ cấp độ nào.
Alan Sepinwall của Rolling Stone viết, "Mặc dù vậy, 'Man City' có thời lượng dài hơn 10 phút so với mức trung bình — về cơ bản là thời lượng của hai tập phim hài kịch tình huống chiếu liên tiếp nhau trên mạng hoặc của nhiều bộ phim truyền hình hiện đại. Nhưng nó không bao giờ có cảm giác dài, bởi vì nó kiếm được khoảng thời gian tương đối hoành tráng đó thời gian chạy. Phần này làm cho một số vòng cung của mùa này trở nên sôi nổi, ngay cả khi bản thân nó là một tập phim truyền hình được xây dựng thực sự tốt. Tất cả các phần khớp với nhau trong một cách thỏa mãn - nếu thường là buồn sâu sắc - xuyên suốt 45 phút đó, và nó nâng cao một số câu chuyện dài hơn mà không làm giảm trải nghiệm của phần này. Thật tuyệt vời."
Keith Phipps của Vulture đã cho tập phim 4 sao và viết, "Mất mát này sẽ để lại hậu quả. Jamie sẽ mất nhiều thời gian để hồi phục sau một lần bị sỉ nhục gấp đôi, và Beard sẽ làm gì có Chúa mới biết trong đêm ở Luân Đôn. Tinh thần của cả đội dường như bị suy sụp, và mặc dù Ted đã vượt qua màn đêm mà không đầu hàng trước cơn hoảng loạn, điều đó khiến anh suy sụp đến mức anh biết mình phải nói rõ với Sharon về một nguồn gốc rắc rối của mình: cái chết của cha anh do tự sát." Becca Newton của TV Fanatic cho tập phim 5 sao và viết, "Ted Lasso không phải là một chương trình vui vẻ, khẳng định cuộc sống bởi vì nó nghĩ rằng cuộc sống chẳng là gì ngoài việc bơi lội vô tận trong một bể chứa đầy tiền mặt và Sour Patch Kids. Đó là một chương trình vui vẻ, khẳng định cuộc sống bởi vì nó thừa nhận những khía cạnh ít màu hồng hơn của cuộc sống. Vì vậy, mặc dù 'Man City' là phần đen tối nhất của chương trình cho đến nay, nó cũng có một số khoảnh khắc ấm áp nhất, thăng hoa nhất."
Linda Holmes của NPR thì viết, "Bộ phim hài kịch chân chính pha trộn một cách không hối lỗi các yếu tố kịch tính chân thực với sự ngớ ngẩn, một chương trình giống như Barry hay The Marvelous Mrs. Maisel hoặc Fleabag và GLOW hoặc Insecure, mặc dù nó không hoàn toàn mới, nhưng nó đã tìm được chỗ đứng trong bối cảnh phát trực tuyến hiện tại mà cách đây 20 năm không nhất thiết phải tồn tại trừ một số trường hợp hiếm hoi. Và điều đó đưa chúng ta đến tập phim Ted Lasso tuần này." Còn Christopher Orr của tờ The New York Times thì viết, "Tôi chắc chắn rằng sẽ có nhiều ý kiến trái chiều về mối liên hệ giữa Rebecca và Sam. Và tôi nghĩ mọi người - bao gồm cả tôi! - nên chờ xem nó diễn ra như thế nào trước khi đưa ra kết luận chắc chắn. Nhưng có thể là tôi đã phóng đại (có hơi quá không?) mức độ mà cha của Sam đã nuôi dạy anh trở thành một quý ông."

### Giải thưởng
TVLine vinh danh Phil Dunster là "Người biểu diễn của tuần" cho tuần ngày 11 tháng 9 năm 2021, cho màn trình diễn của anh trong tập phim này. Trang này viết: "Ted Lasso Season 2 đã không có sự kịch tính cho đến khi đến với cậu con trai hoang đàng Jamie Tartt. Nhưng vào đầu tuần này, khi Jamie nhăn mặt trước một tin nhắn từ bố, bạn cảm thấy có điều gì đó đang âm ỉ. Nỗi kinh hoàng đó càng được khẳng định khi James và những nụ cười sảng khoái xuất hiện trong trận bán kết cho AFC Richmond – trong màu áo của đối thủ Man City. Tiếp theo là một cảnh căng thẳng giữa Jamie của Phil Dunster và nhạc pop của anh, người đến phòng thay đồ không chỉ để chế nhạo Jamie về việc thua (tồi tệ) trước câu lạc bộ mà anh đã chơi cùng trong một phút nóng nảy, mà còn coi những người bạn hiện tại của anh ấy là 'dân nghiệp dư'. Xuyên suốt bài diễn thuyết của James, Dunster đã cho chúng ta thấy Jamie nghiêm khắc, mặc dù rõ ràng là không hề lay chuyển. Bạn có thể nghe thấy tiếng cầu chì rít lên. Cuối cùng, khi Jamie bấm giờ cho cha anh ấy, hãy xem lại và bạn sẽ thấy sự kết hợp của "Có phải tôi vừa đấm bố tôi không?" nỗi buồn và 'Chết tiệt, tôi đã làm!' giải quyết. Một cái ôm đầy nước mắt với Roy đã đánh dấu tác phẩm mang nhiều sắc thái nhất của Dunster."